# Euphylidorea aleutica
Euphylidorea aleutica là một loài ruồi trong họ Limoniidae. Chúng phân bố ở miền Tân bắc.